# Günter Wagner (Politiker)
Günter Wagner (* 27. Juli 1982 in Graz) ist ein österreichischer Politiker der Freiheitlichen Partei Österreichs (FPÖ). Am 6. Februar 2018 wurde er als Abgeordneter zum Landtag Steiermark angelobt, dem er bis zum 17. Dezember 2019 angehörte. Seit dem 18. Dezember 2024 ist er erneut Abgeordneter.

## Leben
Günter Wagner absolvierte nach der Pflichtschule von 1997 bis 2000 eine Lehre zum Einzelhandelskaufmann. Anschließend war er als Einzelhandelskaufmann tätig, ab 2005 als Filialleiter. Wagner ist FPÖ-Bezirksparteiobmann in Graz-Liebenau. Anfang April 2017 wurde er als Gemeinderat der Stadt Graz angelobt, wo er schwerpunktmäßig in den Bereichen Wirtschaft und Tourismus sowie Verkehr tätig war und als Jugendsprecher fungierte. Im Gemeinderat folgte ihm im Februar 2018 Heinrich Sickl, Sohn von Elisabeth Sickl, nach.
Am 6. Februar 2018 wurde er in der XVII. Gesetzgebungsperiode als Abgeordneter zum Landtag Steiermark angelobt. Er folgte damit Andrea-Michaela Schartel nach, die in den Nationalrat wechselte. Nach der Landtagswahl 2019 schied er aus dem Landtag aus. Im September 2019 wurde er erneut Mitglied des Gemeinderates von Graz, im Dezember 2024 nach der Landtagswahl 2024 zusätzlich auch erneut Landtagsabgeordneter.